# Patryk O’Brien de Lacy
Patryk O’Brien de Lacy (ur. 5 sierpnia 1888 w Augustówku, zm. 15 października 1964) – pułkownik broni pancernych Wojska Polskiego.

## Życiorys
Urodził się 5 sierpnia 1888 w majątku Augustówek, w ówczesnym powiecie grodzieńskim guberni grodzieńskiej, w rodzinie Aleksandra i Gabrieli z Radowickich. Był bratem Terencjusza (1885–1932), tytularnego pułkownika kawalerii Wojska Polskiego, i Maurycego (1891–1978), działacza społecznego.
1909 ukończył gimnazjum w Grodnie. Był absolwentem wydziału fizyko-matematycznego Uniwersytetu Petersburskiego. Służył w Armii Imperium Rosyjskiego, z której wystąpił w 1917 w stopniu podporucznika saperów. Następnie został adiutantem generała Józefa Dowbora-Muśnickiego w I Korpusie Polskim w Rosji.
W 1920 brał udział w wojnie polsko-bolszewickiej. 3 maja 1922 został zweryfikowany w stopniu majora ze starszeństwem z dniem 1 czerwca 1919 i 54. lokatą w korpusie oficerów inżynierii i saperów, a jego oddziałem macierzystym był 7 pułk saperów wielkopolskich w Poznaniu. W 1923 kierował pracami jednego z wydziałów Departamentu V Inżynierii i Saperów Ministerstwa Spraw Wojskowych, pozostając oficerem nadetatowym 7 pułku saperów wielkopolskich. W październiku 1924 został przeniesiony do Batalionu Maszynowego w Nowym Dworze Mazowieckim na stanowisko dowódcy batalionu. Batalionem dowodził do października 1926. W 1928 pełnił służbę w Centralnej Składnicy Inżynieryjnej, pozostając na ewidencji batalionu elektrotechnicznego. 23 stycznia 1929 został mianowany podpułkownikiem ze starszeństwem z dniem 1 stycznia 1929 i 1. lokatą w korpusie oficerów inżynierii i saperów. Następnie kierował Wojskowym Zakładem Zaopatrzenia Inżynierii w Warszawie. W kwietniu 1933 został przeniesiony z Kierownictwa Zaopatrzenia Technicznego do Wojskowego Instytutu Badań Inżynierii na stanowisko kierownika. Z dniem 1 grudnia 1934 został przeniesiony do Biura Badań Technicznych Broni Pancernych w Warszawie na stanowisko kierownika biura. Od stycznia 1932 do grudnia 1937 obowiązki służbowe łączył z funkcją redaktora naczelnego „Przeglądu Wojskowo-Technicznego”. Na stopień pułkownika został mianowany ze starszeństwem z dniem 19 marca 1937 i 1. lokatą w korpusie oficerów broni pancernych (grupa liniowa).
W 1939 – niedługo przed wybuchem II wojny światowej – został przeniesiony wraz z BBTBr.Panc. do Pińska. Po 17 września i agresji ZSRR na Polskę przedostał się do Rumunii, a tam trafił do obozu dla internowanych. W lutym 1941 został wydany Niemcom. Umieszczono go w oflagu VI B pod Dössel (obecnie dzielnica Warburga), gdzie przebywał do wyzwolenia obozu przez US Army w kwietniu 1945.
30 lutego 1924 ożenił się z Marią z Duszyńskich, z którą miał syna Hugona (1925–1958) i córkę Margaret (ur. 1928), autorkę wspomnień Dzikie gęsi z Zielonej Wyspy.

## Ordery i odznaczenia
- Krzyż Niepodległości – 20 lipca 1932 „za pracę w dziele odzyskania niepodległości”[18][19]
- Krzyż Kawalerski Orderu Odrodzenia Polski – 9 listopada 1931 „za zasługi na polu organizacji i administracji wojska”[20][21][22]
- Krzyż Walecznych dwukrotnie[2][23] (po raz pierwszy w 1922[24])
- Złoty Krzyż Zasługi – 19 marca 1937 „za zasługi w służbie wojskowej”[25][26]
- Srebrny Krzyż Zasługi – 16 marca 1928 „za zasługi na polu organizacji i administracji wojska”[27][28]
- Medal Pamiątkowy za Wojnę 1918–1921[2]
- Medal Dziesięciolecia Odzyskanej Niepodległości[2]
- Srebrny Medal za Długoletnią Służbę[29]
- Brązowy Medal za Długoletnią Służbę[29]
- Honorowa odznaka „Znak Pancerny” – 11 listopada 1933[30]
- Medal Zwycięstwa[29][31]
- brytyjski Medal Wojny 1939–1945[29]